# 글렌데일 (캘리포니아주)

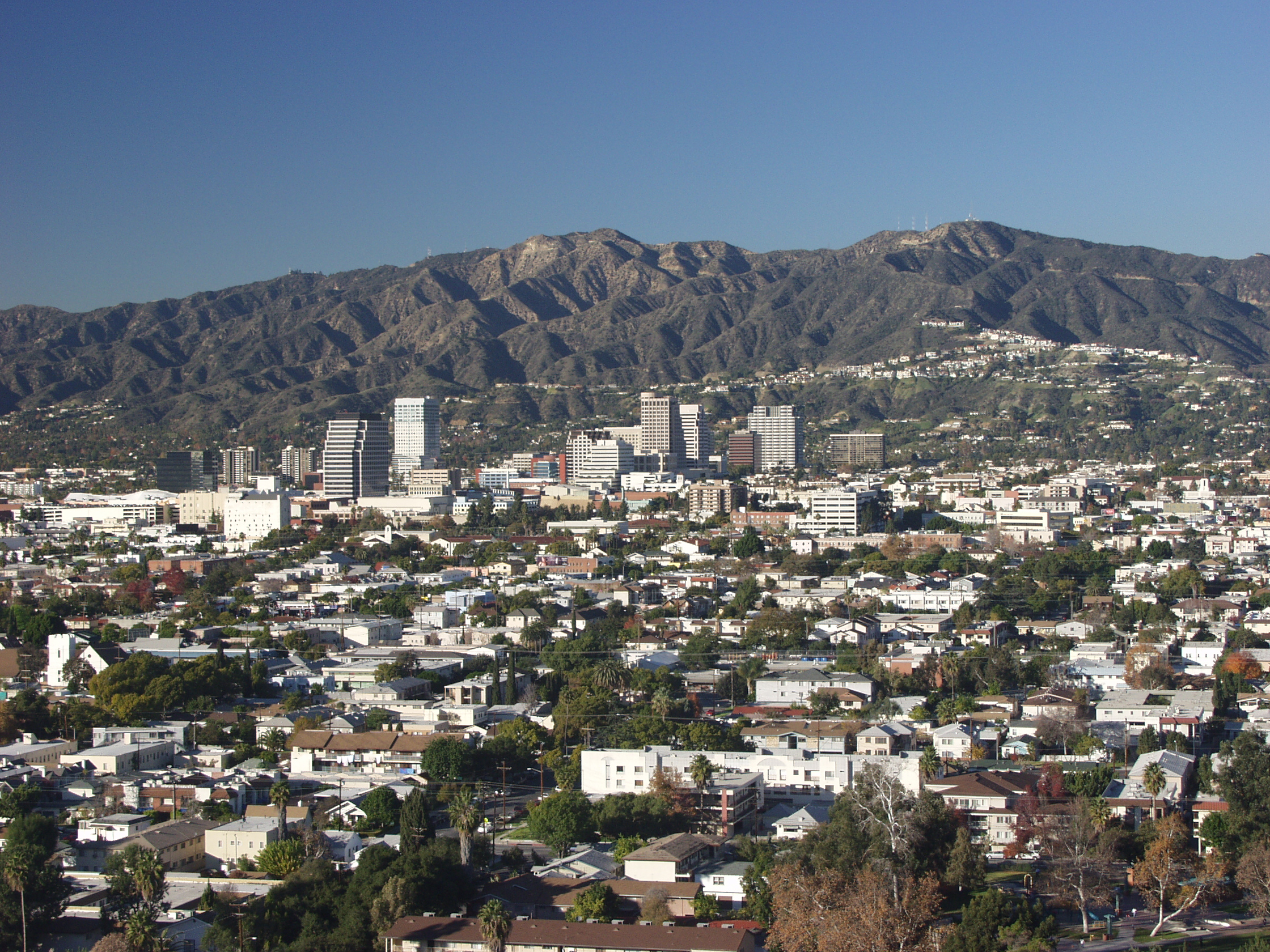

글렌데일(Glendale)은 미국 캘리포니아주 로스앤젤레스군에 있는 도시이다. 샌퍼넌도밸리 동쪽 끝에 있으며 인구는 19만1,719명(2010)이다.

## 인구
| 인구조사              | 인구    | Note  | %±     |
| --------------------- | ------- | ----- | ------ |
| 1910년                | 2,746   |       | —      |
| 1920년                | 13,536  |       | 392.9% |
| 1930년                | 62,736  |       | 363.5% |
| 1940년                | 82,582  |       | 31.6%  |
| 1950년                | 95,702  |       | 15.9%  |
| 1960년                | 119,442 |       | 24.8%  |
| 1970년                | 132,664 |       | 11.1%  |
| 1980년                | 139,060 |       | 4.8%   |
| 1990년                | 180,038 |       | 29.5%  |
| 2000년                | 194,973 |       | 8.3%   |
| 2010년                | 191,719 |       | −1.7%  |
| 2019 (추산)           | 199,303 | [ 1 ] | 4.0%   |
| U.S. Decennial Census |         |       |        |

### 통계(2000년 기준 상세분석)
2000년에 글렌데일에 거주하는 외국인은 54%를 차지하고 있다. 글렌데일은 아르메니아인, 이란인, 필리핀인과 아랍인 등 여러 민족이 거주하고 있다.
2000년도 미국 인구조사에 따르면, 글렌데일에는 인구 194,973 명, 71,805 세대, 그리고 49,617 가구가 거주하고 있다. 인구 밀도는 2,456.1/km² (6,362.2/mi²)이다. 928.6/km²(2,405.3/mi²)의 평균 밀도로 73,713 주택단위가 있다. 글렌데일의 인종 구성은 백인 63.58%, 흑인 1.27%, 아메리카 원주민(인디언) 0.32%, 아시아인 16.12%, 태평양 섬 주민 0.08%, 기타 인종 8.57%, 그리고 두개 이상의 인종 출신이 10.06%이다. 인구의 19.72%가 히스패닉 혹은 라티노이다.
글렌데일의 71,805 세대 중 32.9%는 18세 미만의 자녀를 데리고 살고 있고, 52.3%는 같이 살고 있는 부부이며, 11.8%는 남편이 없는 여성 세대주가 있으며, 30.9%는 비가족(인척·혈연 관계는 없으나 함께 사는 사람들)이다. 세대들 중 25.7%는 개인으로 구성되어 있으며 8.7%는 65세 이상의 혼자 사는 사람으로 되어 있다. 평균 세대 규모는 2.68명이며 평균 가구 규모는 3.27명이다.
글렌데일의 인구 구성은 18세 미만이 22.4%, 18세에서 24세가 8.4%, 25세에서 44세가 32.2%, 45세에서 64세가 23.1%, 그리고 65세 이상이 13.9%이다. 중위연령(연령의 중앙값)은 38세이다. 여성 100명 당 남성 91.3명이 있다. 18세 이상에서는 여성 100명당 남성 88.0명이 있다.
글렌데일의 세대당 중위 소득(소득의 중앙값)은 41,805달러이고, 가구당 중위 소득은 47,633달러이다. 남성들의 중위 소득은 39,709달러이고, 여성들의 중위 소득은 33,815달러이다. 글렌데일의 1인당 소득은 22,227달러이다. 인구의 13.6%와 가구들의 15.5%가 빈곤선(poverty line;최저 생활 유지에 필요한 소득)아래에 있다. 전체 인구 중에서, 18세 미만인 인구의 20.7%와 65세 이상인 인구의 11.9%가 빈곤선 이하로 살고 있다.

### 글렌데일의 아르메니아인 인구
글렌데일은 미국에서 아르메니아인들이 가장 많이 거주하는 도시인 것으로 나타나고 있다.

## 기후
글렌데일의 기후는 지중해성 기후(Csa)로 판정되어 있다. 그러나 하절기에는 강우량이 적어 비교적 건조한 느낌을 가지고 있으며 우기는 매년 12월부터 익년 3월까지 집중되어 있다. 하절기에는 강수량이 매우 적은 편이기도 하다.
| Glendale, California의 기후 | Glendale, California의 기후 | Glendale, California의 기후 | Glendale, California의 기후 | Glendale, California의 기후 | Glendale, California의 기후 | Glendale, California의 기후 | Glendale, California의 기후 | Glendale, California의 기후 | Glendale, California의 기후 | Glendale, California의 기후 | Glendale, California의 기후 | Glendale, California의 기후 | Glendale, California의 기후 |
| 월                          | 1월                         | 2월                         | 3월                         | 4월                         | 5월                         | 6월                         | 7월                         | 8월                         | 9월                         | 10월                        | 11월                        | 12월                        | 연간                        |
| --------------------------- | --------------------------- | --------------------------- | --------------------------- | --------------------------- | --------------------------- | --------------------------- | --------------------------- | --------------------------- | --------------------------- | --------------------------- | --------------------------- | --------------------------- | --------------------------- |
| 역대 최고 기온 °F (°C)      | 93 (34)                     | 92 (33)                     | 96 (36)                     | 105 (41)                    | 102 (39)                    | 110 (43)                    | 110 (43)                    | 107 (42)                    | 110 (43)                    | 108 (42)                    | 98 (37)                     | 93 (34)                     | 110 (43)                    |
| 일평균 최고 기온 °F (°C)    | 68 (20)                     | 70 (21)                     | 71 (22)                     | 76 (24)                     | 78 (26)                     | 84 (29)                     | 89 (32)                     | 91 (33)                     | 89 (32)                     | 83 (28)                     | 74 (23)                     | 68 (20)                     | 78 (26)                     |
| 일평균 최저 기온 °F (°C)    | 44 (7)                      | 46 (8)                      | 47 (8)                      | 50 (10)                     | 53 (12)                     | 57 (14)                     | 61 (16)                     | 62 (17)                     | 61 (16)                     | 55 (13)                     | 48 (9)                      | 44 (7)                      | 52 (11)                     |
| 역대 최저 기온 °F (°C)      | 23 (−5)                     | 17 (−8)                     | 23 (−5)                     | 34 (1)                      | 37 (3)                      | 41 (5)                      | 45 (7)                      | 48 (9)                      | 44 (7)                      | 37 (3)                      | 29 (−2)                     | 26 (−3)                     | 17 (−8)                     |
| 평균 강수량 인치 (mm)       | 4.48 (114)                  | 5.00 (127)                  | 4.38 (111)                  | 1.22 (31)                   | 0.45 (11)                   | 0.21 (5.3)                  | 0.05 (1.3)                  | 0.21 (5.3)                  | 0.48 (12)                   | 0.65 (17)                   | 1.50 (38)                   | 2.46 (62)                   | 21.09 (534.9)               |
| 출처:                       |                             |                             |                             |                             |                             |                             |                             |                             |                             |                             |                             |                             |                             |